# Hill City, Minnesota
Hill City là một thành phố thuộc quận Aitkin, tiểu bang Minnesota, Hoa Kỳ. Năm 2010, dân số của thành phố này là 633 người.

## Dân số
- Dân số năm 2000: 479 người.
- Dân số năm 2010: 633 người.